# Karl J. R. Arndt
Karl John Richard Arndt  (geb. 1903 in Saint Paul (Minnesota); gest. 1991 in Worcester (Massachusetts)) war ein US-amerikanischer Philologe, Germanist und Hochschullehrer.
Er lehrte von 1950 bis 1991 als Professor für Deutsch an der Clark University (Worcester, Mass.). Er arbeitete auch als lutherischer Missionar in China.
Von 1945 bis 1949 war er Leiter der Religious Affairs Division (Abteilung für religiöse Angelegenheiten) bei der US-Militärregierung für Deutschland in Stuttgart. Während dieser Zeit sammelte er seine War, Political, Historical and Exile Literature Library (Kriegs-, politische, historische und Exil-Literatur-Bibliothek) mit etwa 490 Büchern und Broschüren. Die Sammlung gibt einen Einblick, wie die Deutschen ihre Zeit in den Jahren vor Hitler, im Dritten Reich und in den Besatzungsjahren politisch und historisch gesehen haben.
Er ist Verfasser verschiedener Arbeiten zur Harmony Society („Harmoniegesellschaft“) von Johann Georg Rapp (1757–1847), einer führenden Persönlichkeit des radikalen Pietismus aus Iptingen. Karl Arndts Sammlung von Materialien dieser Gesellschaft, die Karl Arndt Collection of Harmony Society Materials, ist Teil der Sammlung der Pennsylvania State Archives und ist untergebracht im Old Economy Village, Pennsylvania, verwaltet von der Pennsylvania Historical and Museum Commission.

## Publikationen (Auswahl)
- Arndt, Karl J. R. A Documentary History of the Indiana Decade of the Harmony Society 1814–1824. 2 vols. Indianapolis: Indiana Historical Society, 1975–78.
- Arndt, Karl J. R. Economy on the Ohio, 1826–1834: The Harmony Society During the Period of its Greatest Power and Influence and its Messianic Crisis; George Rapp's Third Harmony: A Documentary History. Worcester, Mass.: Harmony Society Press, 1984.
- Arndt, Karl J. R. George Rapp's Harmony Society, 1785–1847. Philadelphia: University of Pennsylvania Press, 1965.
- Arndt, Karl J. R. George Rapp's Re-Established Harmony Society: Letters and Documents of the Baker-Henrici Trusteeship, 1848–1868. New York: P. Lang, 1993.
- Arndt, Karl J. R. George Rapp's Separatists, 1700–1803: The German Prelude to Rapp's American Harmony Society; A Documentary History. Worcester, Mass.: Harmonie Society Press, 1980.
- Arndt, Karl J. R. George Rapp's Successors and Material Heirs, 1847–1916. Rutherford, NJ: Fairleigh Dickinson University Press, 1971.
- Arndt, Karl J. R. George Rapp's Years of Glory: Economy on the Ohio, 1834–1847. New York: P. Lang, 1987.
- Arndt, Karl J. R. Harmony on the Connoquenessing 1803–1815: George Rapp's First American Harmony. Worcester, Mass.: Harmonie Society Press, 1980.
- Arndt, Karl J. R. Harmony on the Wabash in Transition to Rapp's Divine Economy on the Ohio and Owen's New Moral World at New Harmony on the Wabash 1824–1826. Worcester, Mass.: Harmonie Society Press, 1984.
- Arndt, Karl J. R. The Harmony Society from its Beginnings in Germany in 1785 to its Liquidation in the United States in 1905. Philadelphia: American Philosophical Society, 1953.
- Arndt, Karl J. R. The Indiana Decade of George Rapp's Harmony Society: 1814–1824. Worcester, Mass.: American Antiquarian Society, 1971.
- Arndt, Karl J. R., Donald Pitzer and Leigh Ann Chamness (eds.) George Rapp's Disciples, Pioneers, and Heirs: A Register of the Harmonists in America. Evansville: University of Southern Indiana, 1992.